# Province de Pattani
Pour les articles homonymes, voir Pattani (homonymie).
Pattani (en thaï : ปัตตานี) est une province (changwat) de Thaïlande.
Elle est située dans le sud du pays. Sa capitale est la ville de Pattani.

## Histoire
Le sultanat de Patani était un vassal du royaume d'Ayutthaya. Après la chute de ce dernier en 1767, il redevient indépendant. 

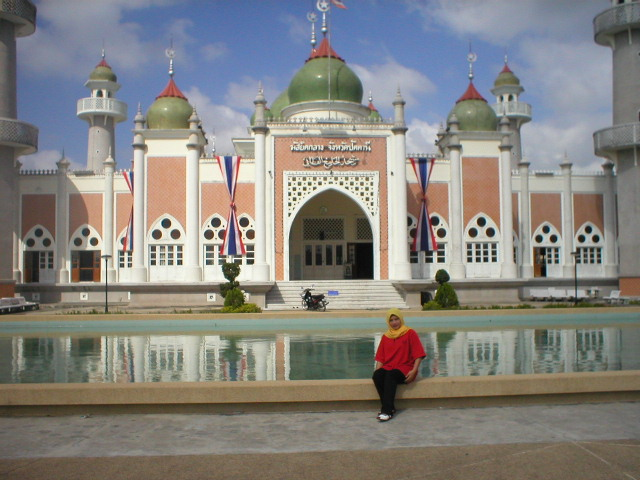
Grande Mosquée de Pattani

Sous le roi siamois Rama Ier, Patani tombe de nouveau sous la suzeraineté du Siam (ancien nom de la Thaïlande). 
Le royaume est annexé au Siam dans le cadre du traité anglo-siamois de 1909. Les régions de Narathiwat et Yala autrefois partie du royaume malais de Patani seront par la suite[Quand ?] détachées de Patani pour être élevées au rang de provinces.
La majorité des habitants est musulmane, d'origine malaise. 
Depuis 2004, des mouvements séparatistes sont à l'origine de vagues d'attentats. Le gouvernement thaïlandais a engagé en février 2013 des pourparlers avec les rebelles en proposant à ces provinces un statut de région administrative spéciale. Cette insurrection a causé, mi-2017, plus de 6 800 morts dont une majorité de civils.

## Subdivisions

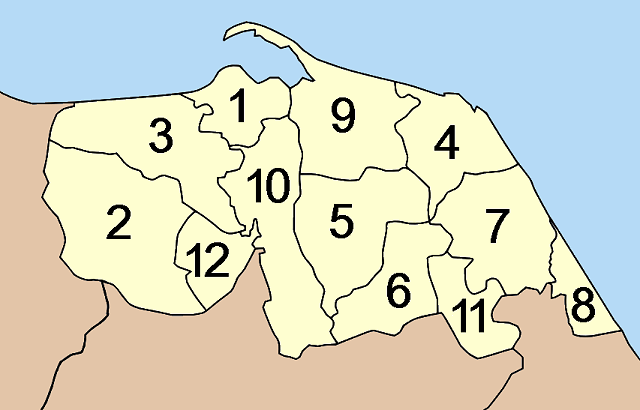
Carte des amphoe de la province de Pattani.

Pattani est subdivisée en 12 districts (amphoe) : Ces districts sont eux-mêmes subdivisés en 115 sous-districts (tambon) et 629 villages (muban).